# 올 굿 에브리씽
올 굿 에브리씽(All Good Things)은 2010년 개봉한 미국의 미스터리 영화이다.
2008년 4월부터 7월까지 코네티컷과 뉴욕에서 촬영되었다. 원래 2009년 7월 24일 개봉 예정이었던 이 영화는 최종적으로 2010년 12월 3일에 한정 개봉되었다.

## 줄거리
1970년대 뉴욕, 부동산 재벌의 아들 데이비드 막스는 평범한 학생 케이티 맥카시와 결혼한다. 그들은 버몬트에서 '올 굿 띵스'라는 건강식품 가게를 열어 새로운 삶을 시작하려 하지만, 아버지의 압박으로 다시 뉴욕으로 돌아온다. 케이티는 아이를 원하지만 데이비드는 이를 거부하고, 케이티는 데이비드의 불임 문제를 의심하게 된다. 호숫가 집을 산 후, 임신 사실을 알게 된 케이티는 데이비드의 강요로 낙태를 결심하지만, 데이비드가 아버지 일로 인해 병원에 오지 못하면서 낙태는 무산된다.
케이티는 의대에 진학하면서 데이비드와의 관계는 더욱 악화된다. 별거를 시도하지만 학비 지원이 끊기자, 가족의 불법적인 금융 활동 증거를 찾으려 한다. 결국 케이티는 1982년에 흔적도 없이 사라지고, 1만 5천 달러의 현상금에도 불구하고 그녀의 행방은 묘연해진다.
18년 후, 데이비드의 절친인 데보라 레어만이 쓴 소설 속 살인 사건이 막스 사건과 매우 흡사하다는 것을 알게 된 검찰은 수사를 재개한다. 곧이어 레어만이 살해당하고, 데이비드는 텍사스에서 이웃을 살해한 혐의로 재판을 받는 와중에 다시 용의선상에 오른다. 데이비드는 이웃 살인 혐의에 대해서는 무죄 판결을 받지만, 레어만의 살인 사건은 미해결로 남고 케이티는 여전히 실종 상태이다. 회상 장면에서 데이비드가 케이티의 시신을 차 트렁크에 유기한 것으로 암시되며, 아버지가 이를 발견한다. 영화는 데이비드가 임종을 앞둔 아버지에게 "너무나 그립다"고 속삭이는 장면으로 끝맺는데, 그가 그리워하는 대상이 케이티인지 어머니인지는 관객의 판단에 맡긴다.

## 출연
- 라이언 고슬링 - 데이비드 마크스
- 커스틴 던스트 - 케이티 매카시
- 프랑크 란젤라 - 샌퍼드 마크스
- 크리스틴 위그 - 로런 플렉
- 필립 베이커 홀 - 맬번 범프
- 다이앤 베노라 - 재닛 리조
- 릴리 라베 - 데버라 리어먼
- 닉 오퍼먼 - 짐 매카시
- 리즈 스타우버 - 샤론 매카시